# 天主教塔拉索納教區
天主教塔拉索納教區（拉丁語：Dioecesis Turiasonensis）是西班牙一個羅馬天主教教區，屬薩拉戈薩總教區。
教區成立於5世紀，位於薩拉戈薩省。2010年有74,250名教友（佔轄區總人口84.9%）、140個堂區、九十六名司鐸。現任教區主教為尤西比奧·赫爾南德斯·索拉。